# ヤン・ズムバッハ
ヤン・エウゲニウシュ・ルドヴィク・ズムバッハ（ズンバッハ、Jan Eugeniusz Ludwig Zumbach、1915年4月14日 - 1986年1月3日）はポーランドの軍人。第二次世界大戦におけるポーランド空軍のエース・パイロットである。

## 来歴
ズムバッハは実のところスイス人（ジャン・ズムバシュ、あるいはヨーハン・ツームバッハ）であった。根っからの冒険者だったようで、生まれ育ったポーランドのために働きたくて出生証明書などの書類を偽造してポーランド人になりすまし、1936年にポーランド空軍に入隊、デンブリン (en) の航空士官候補生学校で学んで、1938年に任官した。のちに盟友となる同期のスタニスワフ・スカルスキとともに第111飛行中隊に配属された。
1939年のナチス・ドイツとソ連によるポーランド侵攻の時にはあいにく負傷していて戦うことができなかったが、結局仲間と共にフランスに渡り、翌年の西方電撃戦ではモラーヌ＝ソルニエ MS.406やカーチス P-36 ホークに搭乗して参戦した。
イギリスに到着したズムバッハは1942年5月19日に第303戦闘機中隊の創設と共に入隊し、バトル・オブ・ブリテンではホーカー ハリケーン Mk.I戦闘機を駆って不確実1機を除く8機の撃墜を公認された。1942年11月30日にはすでに有名となっていた第303戦闘機中隊の栄えある隊長となり、1943年11月30日まで任を務めた。ズムバッハは第303戦闘機中隊で自身のすべての撃墜記録（公認13機）を挙げた。その後1943年から1944年にかけて第3航空団 (3 Polish Fighter Wing) の司令、1944年から1945年にかけては第133航空団 (133 Polish Fighter Wing) の司令を務めた。
戦後は両親が「帝国主義者」だったために共産主義者の支配するポーランドに戻ることができず、スイスの市民権を取った。冒険好きなズムバッハは高級腕時計をイギリスへ、兵士や武器をイスラエルへ売る「貿易業者」として働いた。1950年代にはそれまで荒稼ぎした金でパリでレストランやナイトクラブを開き、一時はオーナーとして羽振りの良い生活をしていたようである。だが次第に再び冒険者としての虫がうずいたのか「元の仕事」に戻りたくなったようで、1960年にカタンガ国が独立直後のコンゴ共和国（のちのコンゴ民主共和国）から分裂すると1962年にカタンガに渡り、同国独裁者のモイーズ・チョンベの頼みで同国空軍を創設して司令官となった。1967年にはナイジェリアから独立を宣言したビアフラでまた同じように空軍を創設してビアフラ戦争を指揮した。
その後ズムバッハはフランスに戻って、やっと落ち着いた生活を始めた。1975年にはフランス語で自伝 (Mister Brown: Aventures dans le ciel) を執筆・出版した。ミスター・ブラウン（ジョン・ブラウン）とはカタンガやビアフラで彼が使っていた通名である。この自伝はドイツ語と英語でも翻訳・出版された。
ズムバッハは平穏な余生を過ごしたあと1986年1月3日にフランスで死去し、ポーランド・ワルシャワのボヴォンズキ軍人墓地 (en) に埋葬された。

## ズムバッハの著書
- Jan Zumbach, Ostatnia Walka (The Final Battle), Warsaw, Echo, 2000, ISBN 8387162000.
- Jean (sic) Zumbach, On Wings of War: My Life as a Pilot Adventurer, Corgi, 1977, ISBN 0-552-10521-X.Pol
  - 邦題『空の鮫 Mr.ブラウン』 松谷健二訳、フジ出版社、1978年

### 伝記
- Lynne Olson and Stanley Cloud, A Question of Honor: the Kościuszko Squadron in World War II, New York, Random House, 2003, ISBN 0-375-41197-6.

## ズムバッハの映画
『バトル・オブ・ブリテン 史上最大の航空作戦』
2018年のイギリス・ポーランドの戦争映画。原題は『Hurricane』。本作ではズムバッハが事実上の主人公である。ズムバッハを演じるのはイワン・リオン。
『スクワッド303 ナチス撃墜大作戦』
2018年のポーランド・イギリスの戦争映画。原題は『Dywizjon 303』。ズムバッハを演じるのはマチェイ・ザコシェルニー。